# Мемар Аджемі (станція метро)
40°24′37″ пн. ш. 49°48′56″ сх. д. / 40.41028° пн. ш. 49.81556° сх. д.
«Мемар Аджемі» (азерб. Memar Əcəmi) — станція другої лінії Бакинського метрополітену, розташована між станціями «20 Січня» та «Насімі» і названа на честь середньовічного архітектора Азербайджану Аджемі Нахчівані.

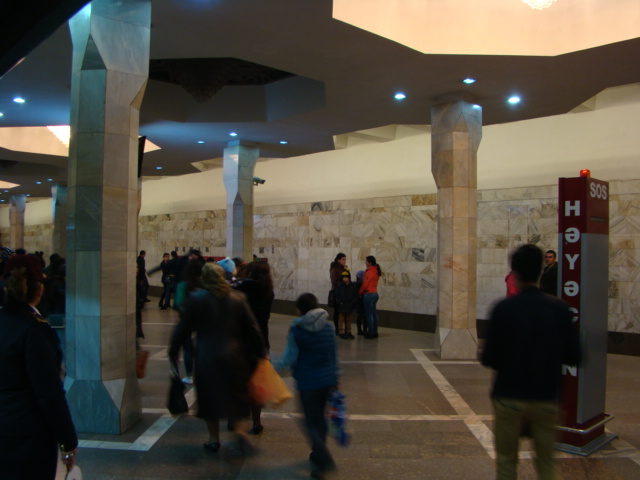

Станція відкрита 31 грудня 1985 року як складова частина 9-кілометрової пускової ділянки «Елмляр Академіяси» — «Мемар Аджемі».
Вихід у місто через підземні переходи і вестибюль на вулицю Джавадхан.
Колійний розвиток —за станцією розташований двоколійний оборотний тупик.
Конструкція станції —  колонна мілкого закладення.